# Дженони
Джено̀ни (на италиански: Genoni; на сардински: Jaròi, Ярой) е село и община в Южна Италия, провинция Южна Сардиния, автономен регион и остров Сардиния. Разположено е на 447 m надморска височина. Населението на общината е 854 души (към 2010 г.).
До 2015 г. общината е част от Ористано.